# تپه چه عزیزبگ
تپه چه عزیزبگ مربوط به عصر مفرغ - دوره اشکانیان - دوره ساسانیان است و در شهرستان کوهدشت، بخش طرهان، دهستان طرهان، ۱/۹ کیلومتری شرق روستای پشت تنگ سفلی واقع شده و این اثر در تاریخ ۲۸ اسفند ۱۳۸۵ با شمارهٔ ثبت ۱۸۵۲۵ به‌عنوان یکی از آثار ملی ایران به ثبت رسیده است.